# Ray Carless
Ray Carless (* 1954 in London; † 10. August 2022 ebendort) war ein britischer Jazzmusiker (Sopran-, Alt-, Tenor- und Baritonsaxophon).

## Leben und Wirken
Carless war der Sohn des westindischen Saxophonisten George „Big Doc“ Carless und wuchs im Londoner Stadtteil Hackney auf; seine Musikerkarriere begann er in der aufstrebenden karibischen Musikszene Londons. 1978 veröffentlichte er unter eigenem Namen sein Debütalbum Beautiful Weekend. 1981 legte er unter eigenem Namen die Jazz-Funk-beeinflusste Single „Tarantula Walk“ vor. Er spielte mit Gary Crosby und war 1987 Gründungsmitglied der Jazz Warriors, zu hören auf dem Album Out of Many, One People (1987); er arbeitete des Weiteren mit den Warriors-Mitgliedern Orphy Robinson, Harry Beckett, Claude Deppa und Courtney Pine (Journey to the Urge Within). 1992 legte er sein zweites Album Body Moves vor; einige Singles folgten.
Aufnahmen von Carless entstanden außerdem ab Mitte der 1980er-Jahre mit Najma & Her Group, bei The Redskins, Chris McGregors Brotherhood of Breath (The Memorial Concert) und 2001 (in der Bläsergruppe neben Musikern wie Andy Sheppard, Jason Yarde und Soweto Kinch) bei den Jazz Jamaica All Stars (Massive). Zudem wirkte er bei unzähligen weiteren Sessions mit, u. a. bei Hugh Masekela, Billy Ocean, Will Downing, The Skatalites, John Holt, Alton Ellis, Gregory Isaacs, Jean Adebambo, Louisa Marks und Adele. Carless war auch im Norden und Osten Londons als Musikpädagoge aktiv. In seinen späteren Jahren wirkte er noch beim Cleveland Watkiss Tribut-Projekt Great Jamaican Songbook mit. Im Bereich des Jazz war er laut Tom Lord zwischen 1986 und 2001 an neun Aufnahmesessions beteiligt.